# Raimund Bauer (Bühnenbildner)
Raimund Bauer (* 1955 in Heiligkreuz, Bayern) ist ein deutscher Bühnenbildner. Er ist Professor für Bühnenraum an der Hochschule für Bildende Künste Hamburg.

## Werdegang
Raimund Bauer studierte Bühnen- und Kostümbild am Mozarteum in Salzburg und an der Hochschule für Angewandte Kunst Wien. Bauer war Assistent von Erich Wonder und Robert Wilson in Köln.
Ab 1988 etablierte er sich als freischaffender Bühnenbildner und war unter anderem am Deutschen Schauspielhaus in Hamburg, am Staatstheater Stuttgart, am Residenztheater München, am Düsseldorfer Schauspielhaus, am Deutschen Theater Berlin, Burgtheater Wien, am Theater Basel und am Schauspielhaus Zürich tätig.
Seine Arbeiten für die Oper wurden an zahlreichen internationalen Opernhäusern gezeigt, wie Salzburger Festspiele, Hamburger Staatsoper, Zürcher Oper, Opéra National de Paris, Gran Liceu in Barcelona, Staatsoper München, De Nationale Oper Amsterdam, Staatsoper Berlin, Royal Opera House London, English National Opera, Welsh Opera Cardiff, San Francisco Opera, Teatro della Scala Milano, San Carlo Opera Napoli, Oper Rom, Oper Tel Aviv, Sao Carlo Lisboa, Grand Theatre Geneve und der Oper Perm. Dabei hat er mit den Dirigenten Teodor Currentzis, Sir Simon Rattle, Kent Nagano, Stefan Soltesz, Riccardo Chially, Thomas Hengelbrock, Daniele Gatti, Marc Elder und Carlo Rizzi zusammengearbeitet.
Bauer unterhält zudem langjährige Arbeitsbeziehungen  mit den Regisseuren Werner Düggelin, Sir David Pountney, Nikolaus Lehnhoff, Nicolas Brieger und Anselm Weber.
Bei der RuhrTriennale 2007 koordinierte er die Rauminstallation Teatrum Mundi. Sein Bühnenbild bei den Bregenzer Festspielen 2009 für die Oper Król Roger von Karol Maciej Szymanowski mit dem Deutschen Bühnenpreis Opus ausgezeichnet. 2015 erhielt er für sein Bühnenbild im Stück Der Vater im Hamburger St. Pauli Theater den Rolf-Mares-Preis.

## Bühnenbilder Oper und Schauspiel
- 2025 Giuseppe Verdi: La traviata, Deutsches Nationaltheater Weimar
- 2021 Miroslav Srnka: Singularity, Bayerische Staatsoper München
- 2020 Giuseppe Verdi: Les vêpres siciliennes, Welsh National Opera Cardiff
- 2019 Giuseppe Verdi: Un ballo in maschera, Welsh National Opera Cardiff
- 2019 Ludger Vollmer: The Circle, Nationaltheater Weimar
- 2018 Gioachino Rossini: Mosè in Egitto, Teatro di San Carlo, Neapel
- 2018 Georg Büchner: Lenz, Schauspielhaus Zürich
- 2017 Giacomo Puccini: La Bohème, Oper Perm
- 2017 Yves Binet: Jacques Brel, Schauspielhaus Zürich
- 2016 Gaetano Donizetti: L’elisir d’amore, Oper im Steinbruch St. Margarethen
- 2015 Giacomo Puccini: Turandot, Teatro La Scala Milano
- 2015 Florian Zeller: Der Vater, St. Pauli-Theater Hamburg
- 2014 Gioachino Rossini: Guillaume Tell, Welsh National Opera Cardiff
- 2014 Giacomo Puccini: La fanciulla del West, Opéra National de Paris
- 2013 Jon Fosse: Schönes, Schauspielhaus Zürich
- 2012 Claude Debussy: Pelléas et Mélisande, Aalto-Theater Essen
- 2011 Sergei Sergejewitsch Prokofjew: Krieg und Frieden, Oper Köln
- 2011 Udo Lindenberg: Hinterm Horizont, Theater am Potsdamer Platz, Berlin
- 2010 Ben Jonson: Volpone, Schauspielhaus Zürich
- 2010 Richard Strauss: Elektra, Salzburger Festspiele
- 2010 Erich Wolfgang Korngold: Die tote Stadt, Opéra National de Lorraine Nancy
- 2010 Agostino Steffani: Niobe, regina di Tebe, Royal Opera House London
- 2009 Karol Szymanowski: Król Roger, Bregenzer Festspiele
- 2009 Giacomo Puccini: La fanciulla del West, De Nederlandse Opera Amsterdam
- 2009 Richard Strauss: Salome, Grand Théâtre de Genève
- 2008 Francis Poulenc: Dialogues des Carmélites, Hamburgische Staatsoper
- 2008 Giuseppe Verdi: Rigoletto, Semperoper Dresden
- 2008 Friedrich Schiller: Don Carlos, Grillo-Theater Essen
- 2007 Richard Wagner: Tannhäuser, Oper Amsterdam
- 2007 Koordination der Rauminstallation Teatrum Mundi bei der Ruhrtriennale
- 2006 Arnold Schönberg: Moses und Aron, Opernfestspiele München
- 2006 Jake Heggie: Dead Man Walking, Sächsische Staatsoper Dresden
- 2005 Frank Martin und Xavier Dayer: Cornet – jeune fille, Grand Théâtre de Genève
- 2005 Franz Schreker: Die Gezeichneten, Salzburger Festspiele
- 2004 Richard Wagner: Der fliegende Holländer, San Francisco Opera
- 2004 Kurt Weill: Royal Palace und Der Protagonist, Bregenzer Festspiele
- 2003 Martin McDonagh: Der Kissenmann, Burgtheater Wien
- 2003 Ludwig van Beethoven: Fidelio, Osterfestspiele Salzburg
- 2000 Richard Wagner: Lohengrin, Aalto-Theater Essen
- 1999 Richard Wagner: Parsifal, English National Opera
- 1988 Giacomo Puccini: Tosca, Muziektheater Amsterdam